# Unterer Kellerhalsteich

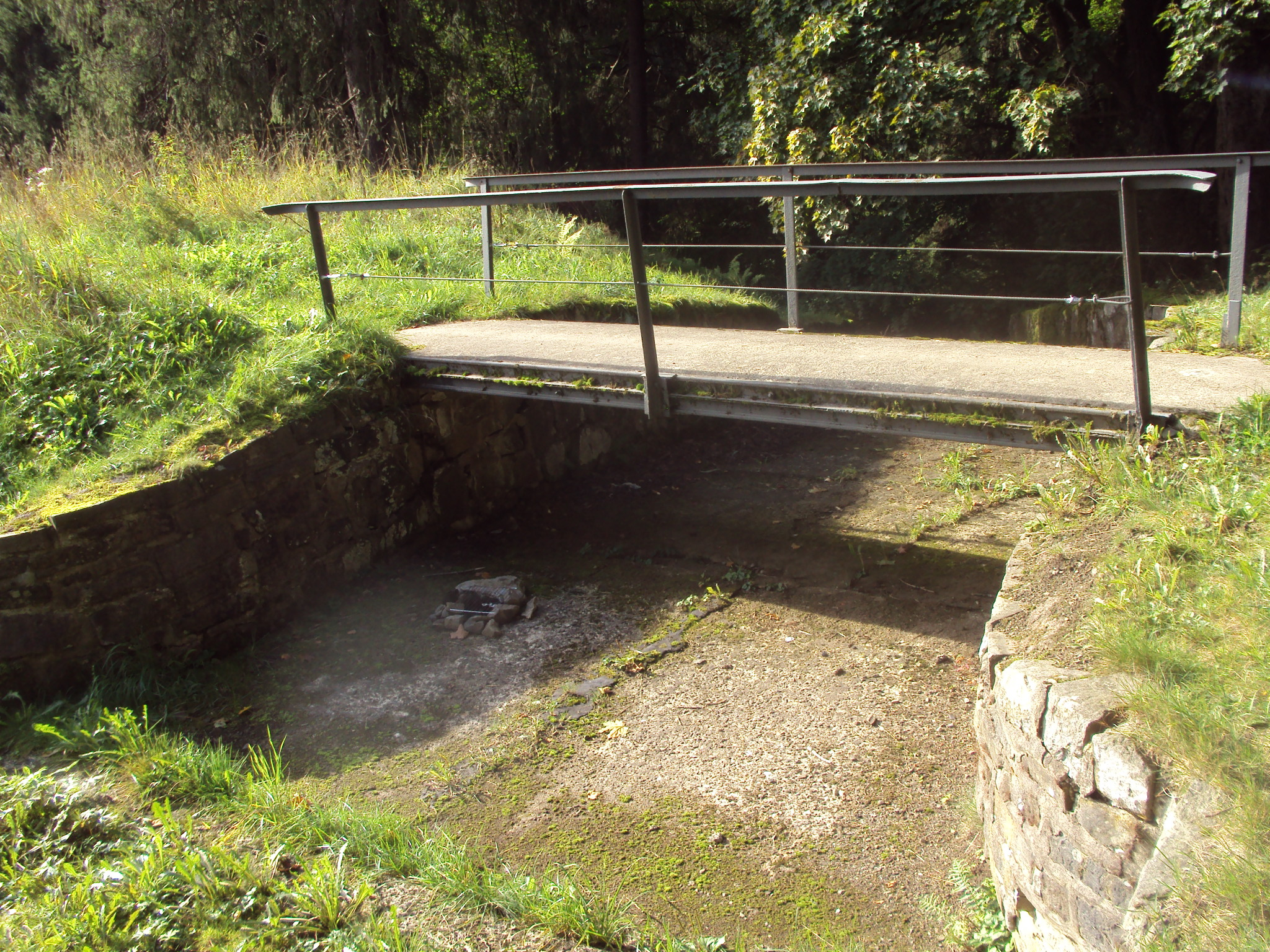
Hochwasserentlastungsanlage des Unteren Kellerhalsteiches

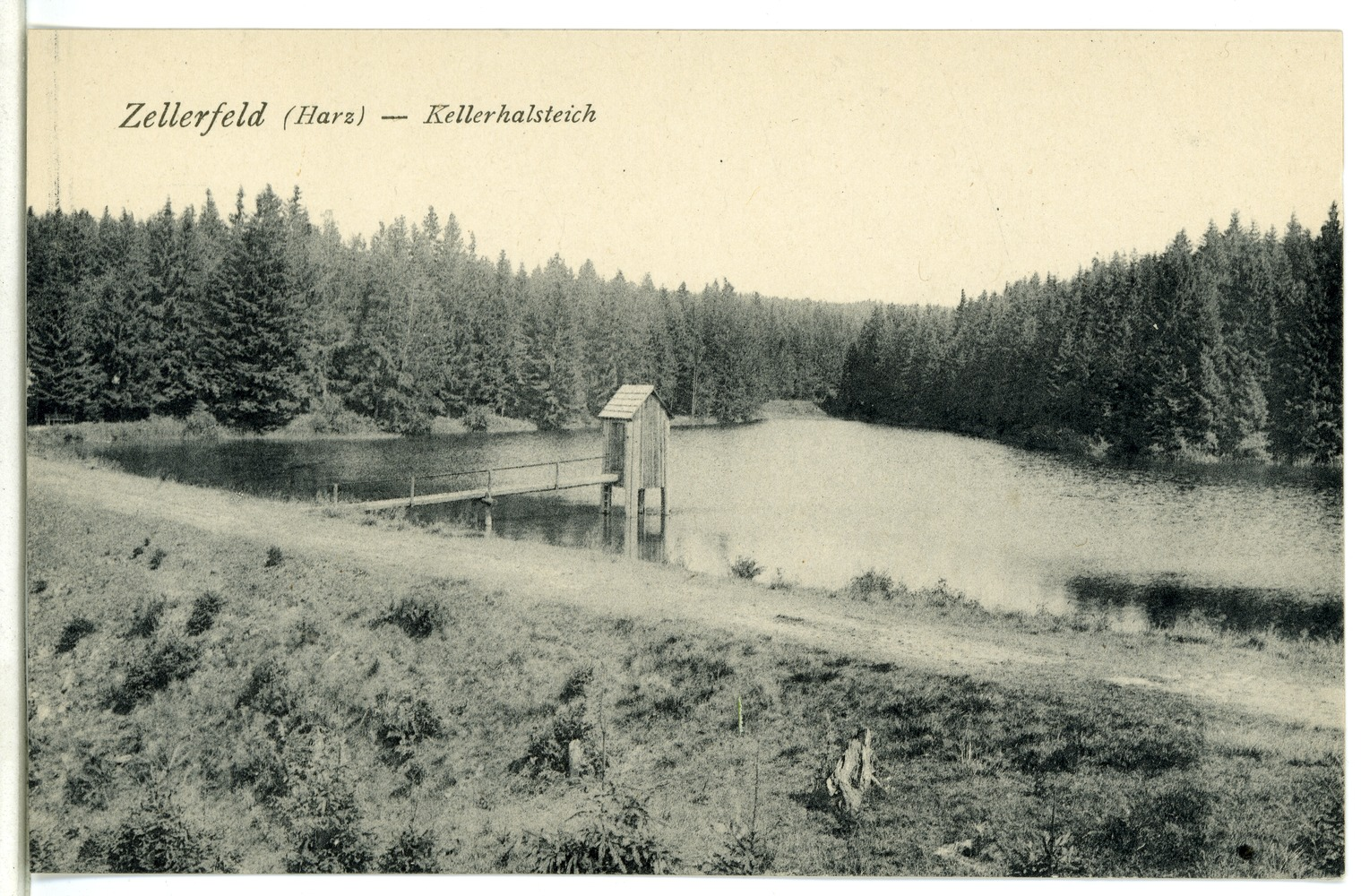
Unterer Kellerhalsteich, historische Aufnahme von 1907. Das Striegelhaus wurde 1973 abgebaut.

Der Untere Kellerhalsteich ist eine historische Stauanlage bei Clausthal-Zellerfeld. Er wurde im Zusammenhang mit dem Oberharzer Wasserregal von Oberharzer Bergleuten im 17. Jahrhundert angelegt. Wie alle Bauwerke des Oberharzer Wasserregals ist auch der Untere Kellerhalsteich seit dem Jahr 2010 Bestandteil des UNESCO-Weltkulturerbes Bergwerk Rammelsberg, Altstadt von Goslar und Oberharzer Wasserwirtschaft.

## Lage
Der Teich liegt etwa zwei Kilometer nordnordöstlich des Clausthal-Zellerfelder Stadtteils Zellerfeld und wird an zwei Seiten von der Bundesstraße 241 umfahren. Oberhalb im Einzugsgebiet des Spiegelbaches befindet sich der Obere Kellerhalsteich,  der Mittlere Kellerhalsteich sowie der Mühlenteich; in den östlichen Arm des Stausees mündet ein namenloser Bach, der den Kiefhölzer Teich sowie den Zankwieser Teich entwässert. Unterhalb im weiteren Verlauf des Spiegelbaches befinden sich der Obere- und der Untere Spiegeltaler Teich. Etwa 15 Kilometer Fließstrecke unterhalb des Unteren Kellerhalsteiches befindet sich die Innerstetalsperre.
Unterhalb des Unteren Kellerhalsteiches, auf dem Fließweg bis zum Oberen Spiegeltaler Teich, befinden sich drei ehemalige Mühlengebäude, nämlich die Wegesmühle, die Mittelmühle und die Untermühle.
Unmittelbar am nordwestlichen Dammende verläuft die Alte Harzstraße.

## Beschreibung
Der Staudamm wurde als Erdbauwerk, das heißt mit einer Erd- und Felsschüttung, erstellt. Dieses Dammschüttmaterial wurde örtlich gewonnen und ist von überwiegend steiniger Substanz.
Es handelt sich hier um einen Teich der „Alten Bauart“. Demnach befindet sich seine Rasensodendichtung an der wasserseitigen Böschung und der Grundablass wurde bis in die 1970er Jahre hinein von einem im Wasser vor dem Damm stehenden Striegelgerüst aus bedient. Unterhalb des Dammes sind noch Dammreste einer eher als kleiner Nachstau gestalteten Striegelwiderwaage erkennbar; heute wird das Holzgerenne des Grundablasses nur durch ein kleines Holzbauwerk eingestaut.

## Bauwerkshistorie
Der Bau soll um 1680 erfolgt sein.
1973 wurde das historische Striegelhaus abgerissen und die Bedienung des Grundablasses (Striegelanlage) durch ein hydraulisches System sichergestellt. Hier kam es immer wieder mal zu kleineren Reparaturen; 1993, 2001 und 2006 musste hierfür der Teich vollständig entleert werden. Der Fußgängersteg der 4,85 m breiten Ausflut wurde zuletzt 2003 denkmalgerecht im typischen „Preußag-Stil“, das heißt mit Feldbahnschienen, Beton und Stahlgeländer saniert.

## Einzugsgebiet, Wasserwirtschaft
Das natürliche Einzugsgebiet besteht ausschließlich aus Wald, der von den Niedersächsischen Landesforsten bewirtschaftet wird. Prägend für das Einzugsgebiet ist die B 241, die es kurvenreich in Nord-Süd-Richtung quert. Des Weiteren wird das Einzugsgebiet stark von fast allen Seiten vom Zellerfelder Kunstgraben geprägt, der bei Niedrigwasser den größten Teil des natürlichen Abflusses aus dem Einzugsgebiet am Teich vorbei nach Zellerfeld ableiten kann. Historisch gesehen, wurde bis etwa 1930 auf einem Niveau nur wenige Meter über der Dammkrone auch der Stadtweger Graben betrieben, welcher parallel einige Meter tiefer zum Zellerfelder Kunstgraben, Wasser aus dem Stadtweger Teich zu den Bergwerken in Bockswiese führte. Dessen Reste sind noch gut im Gelände zu erkennen und bilden heute ein ebenfalls als Welterbe anerkanntes Bodendenkmal.
Prägend für das Einzugsgebiet ist aber auch die starke Trinkwasserentnahme aus dem oberhalb gelegenen Mittleren Kellerhalsteich, dessen Überlauf nur in nassen Jahreszeiten Wasser abgibt. Das Überlaufwasser wird über den Harteweger Graben westlich am Unteren Kellerhalsteich vorbeigeführt und erst südwestlich der Untermühle in das Spiegeltal zurückgeleitet. Der weitere Betrieb des Harteweger Grabens soll sowohl den Unteren Kellerhalsteich, als auch die Untermühle vor Hochwasser schützen.
Der Untere Kellerhalsteich wird aufgrund hydraulischer Engpässe im Bereich der Untermühle als Hochwasserschutzteich gefahren. Das heißt, dass sein Wasserspiegel aus Hochwasserschutzgründen mittels des Striegels immer auf etwa 1,0 Meter unterhalb des Überlaufniveaus gehalten wird. Da der eher kleine Teich für die Verhältnisse der Oberharzer Teiche ein großes Einzugsgebiet und damit auch einen niedrigen Ausbaugrad von nur 2–3 % hat, schwankt er mit den wechselnden Zuflüssen sehr stark und muss häufig reguliert werden.